# Resolution 1701 des UN-Sicherheitsrates
Die Resolution 1701 des UN-Sicherheitsrates ist eine Resolution der Vereinten Nationen, die während des Libanonkriegs 2006 verabschiedet wurde und auf eine Lösung des mit militärischen Mitteln ausgetragenen Konfliktes abzielt. Sie wurde vom Sicherheitsrat der Vereinten Nationen auf seiner 5511. Sitzung am 11. August 2006 einstimmig angenommen.

## Hintergrund
Die Resolution basiert auf einem ursprünglich von Frankreich und den Vereinigten Staaten vorbereiteten Entwurf, in dem zur „vollständigen Einstellung der Feindlichkeiten“ zwischen Israel und der Hisbollah aufgerufen wurde. Die Regierungen des Libanons und der Arabischen Liga kritisierten diesen in scharfer Form, weil er Israel nicht zum sofortigen Rückzug aus dem Südlichen Libanon aufforderte, sondern dem Staat vielmehr erlaubte, weiterhin mit militärischen Mitteln im Libanon gegen die Hisbollah vorzugehen.
Auf den vorliegenden Entwurf reagierend versicherte sich die libanesische Regierung der Unterstützung durch die Arabische Liga, damit Teile des Siniora-Plans, der am 27. Juli 2006 bei der Konferenz in Rom vorgestellt worden war, darin berücksichtigt wurden. Eine Delegation der Liga flog am 8. August 2006 nach New York und traf sich mit verschiedenen Repräsentanten der Vereinten Nationen, unter ihnen Vertreter aus Frankreich und den Vereinigten Staaten. Dies bewirkte eine Änderung der französischen Position und erzwang damit eine Änderung des Vorschlags.
Der Hauptunterschied gegenüber dem Originalentwurf bestand darin, dass den 15.000 zugesicherten Soldaten der libanesischen Armee eine zentrale Rolle zugesprochen wurde und die UN-Truppe UNIFIL von derzeit 2.000 auf mögliche 15.000 Soldaten aufgestockt werden sollte. Dadurch sollte die vollständige Umsetzung des Taif-Abkommens und die UN-Resolutionen 1559 sowie 1680 (angenommen am 17. Mai 2006) erreicht werden, in denen die Regierung des Libanon ermahnt wird, die Entwaffnung der Hisbollah zu beschleunigen, und Syrien zur Mithilfe aufgefordert wird. Ebenso sollte darin die gemeinsame Grenze zwischen Israel, Libanon und Syrien im Bereich der Schebaa-Farmen festgelegt werden. Die Resolution macht auch deutlich, dass die Entscheidung, ob die Hilfe der UNIFIL in Anspruch genommen werden soll, der Regierung des Libanons zukommt, und sagt ferner aus, dass sich die israelischen Truppen parallel zur Stationierung der libanesischen und UNIFIL-Kräfte zurückzuziehen und keine paramilitärischen Truppen – einschließlich der Hisbollah – südlich des Litani zu verbleiben haben (Absatz OP8).
Regierungschefs aus aller Welt begrüßten die Resolution, betonten aber zugleich, dass das Ende der Krise noch nicht erreicht sei.

## Zusammenfassung der Resolution 1701
Der Sicherheitsrat
- fordert die vollständige Einstellung der Feindseligkeiten
- fordert den Rückzug aller israelischen Truppen aus dem südlichen Libanon
- fordert die uneingeschränkte Achtung der Blauen Linie durch beide Parteien
- fordert alleinige Autorität der regulären libanesischen Armee sowie der UNIFIL-Truppen im Libanon
- fordert, dass es keine bewaffneten Gruppen außer der libanesischen Armee im Libanon geben darf, und daher die Entwaffnung aller anderen Gruppen
- bekundet außerdem erneut seine in allen seinen früheren einschlägigen Resolutionen zum Ausdruck gebrachte nachdrückliche Unterstützung der territorialen Unversehrtheit, der Souveränität und der politischen Unabhängigkeit Libanons innerhalb seiner international anerkannten Grenzen, wie im israelisch-libanesischen Allgemeinen Waffenstillstandsabkommen vom 23. März 1949 vorgesehen
- fordert Sicherheitsvorkehrungen zur Verhütung der Wiederaufnahme der Feindseligkeiten, namentlich die Schaffung eines Gebiets zwischen der Blauen Linie und dem Litani-Fluss, das frei von bewaffnetem Personal, Material und Waffen ist, es sei denn, diese wurden von der Regierung Libanons und der UNIFIL in dieses Gebiet disloziert
- appelliert an die internationale Gemeinschaft, unverzüglich Schritte zur finanziellen und humanitären Unterstützung des libanesischen Volkes sowie zur Rückkehr der Flüchtlinge, zur Wiedereröffnung der Flug- und Seehäfen und zum Wiederaufbau des Landes einzuleiten
- fordert Umsetzung der UN-Resolutionen 1559 und 1680
- fordert keine Verkäufe oder Lieferungen von Rüstungsgütern und sonstigem Wehrmaterial an Libanon zuzulassen, soweit diese nicht von dessen Regierung genehmigt sind
- fordert von Israel Übergabe aller verbleibenden Karten von Landminen im Libanon an die UN

## Umsetzung der Resolution
Nach Beschluss von Resolution 1701 kam es wiederholt zu Verletzungen des libanesischen Luftraumes durch israelische Kampfflugzeuge. Die französische Verteidigungsministerin Michèle Alliot-Marie warnte im Oktober 2006 davor, dass die fortgesetzten Verletzungen libanesischen Luftraumes durch israelische Flugzeuge extrem gefährlich seien und die von Frankreich geführten UN-Truppen dies als feindlichen Akt auffassen und in Selbstverteidigung schießen könnten. General Alain Pellegrini, Kommandeur der UNFIL-Truppen im Libanon, hatte zuvor auf einer Pressekonferenz vorgeschlagen, das Mandat der UNFIL-Truppen dahingehend zu ändern, dass zukünftige Luftraumverletzungen mit militärischen Mitteln abgewehrt werden könnten. Kritik äußerte auch der französische Präsident Jacques Chirac, der Israel aufforderte, das Eindringen in den libanesischen Luftraum zu stoppen, da dies dem Geist der UN-Resolution 1701 widerspräche (opposes the spirit of UN Resolution 1701).
Der israelische Verteidigungsminister Amir Peretz begründete die Überflüge mit der noch unvollständigen Umsetzung der Resolution. So sei es weder zur Auslieferung der gefangengenommenen IAF-Soldaten Ehud Goldwasser und Eldad Regev gekommen, noch würden Waffenlieferungen an die Hisbollah vollständig unterbunden. Auch halte sich immer noch bewaffnetes Personal der Hisbollah in der neutralen Zone südlich des Litani-Flusses auf.
UN-Sprecher Dujarric sagte, es würde den UN-Streitkräften nicht erlaubt werden, bei Luftraum-Verletzungen des Libanons auf israelische Flugzeuge zu schießen. Nur im Falle eines Angriffes aus der Luft sei es den UN-Streitkräften gestattet, sich zu verteidigen.
Die Einschränkung des Handlungsspielraums der UNIFIL-Truppen durch die libanesische Regierung – insbesondere der von der Bundeswehr geführten Seestreitkräfte – stieß ebenfalls auf Kritik auch innerhalb der Bundesregierung. Es wurde vermutet, dass die Einschränkungen eine effektive Bekämpfung etwaigen Waffenschmuggels nicht zuließen. Generell wird die Umsetzung der Resolution wegen der bisher nicht durchgeführten Entwaffnung nicht-regulärer Truppen wie der Hisbollah kritisiert – unter anderem vom russischen Verteidigungsminister Iwanow. Auch der ehemalige UN-Generalsekretär Kofi Annan machte auf die Bedeutung der Umsetzung der Entwaffnung mehrfach aufmerksam.
Der israelische UN-Botschafter Danny Danon präsentiert im Juli 2019 dem Sicherheitsrat der Vereinten Nationen neue Informationen zur Zusammenarbeit zwischen der Islamischen Republik Iran, Syrien und der Hisbollah beim Waffenschmuggel. Die Güter mit doppeltem Verwendungszweck werden über den Hafen von Beirut in den Libanon geschmuggelt, um die Raketentechnik der Hisbollah weiterzuentwickeln, was einen Verstoß gegen Resolution 1701 bedeutet.
Am 26. November 2019 hat der  Generalsekretär der Vereinten Nationen, António Guterres einen neuen Bericht veröffentlicht, in dem die libanesische Regierung aufgefordert wird, die von der islamischen Republik Iran unterstützte Terror-Organisation Hisbollah zu entwaffnen. Die Anwesenheit der Hisbollah und auch anderer bewaffneter Gruppen stellen eine Verletzung der UN-Sicherheitsresolution 1701 dar, weil diese bestimmt, dass es außer der libanesischen Armee keine bewaffneten Truppen im Süden des Landes geben darf.